# Música programática
Música programática, música de programa ou música descritiva é a música que tem por objetivo evocar ideias ou imagens extra-musicais na mente do ouvinte, representando musicalmente uma cena, imagem ou estado de ânimo. Pelo contrário, entende-se por música absoluta aquela que se aprecia por si mesma, sem nenhuma referência particular ao mundo exterior à própria música. O termo é aplicado exclusivamente na tradição da música clássica europeia, particularmente na música do período romântico do século XIX, durante o qual o conceito teve grande popularidade, chegando a converter-se numa forma musical autónoma, apesar de antes já existirem peças de carácter descritivo. Habitualmente o termo é reservado para as obras puramente orquestrais (peças sem cantores nem letra) e portanto não é correcto utilizá-lo para a ópera e os lieder.

## Historia da música programática

### Renascimento
Os compositores do Renascimento escreveram uma abundância de música programática, especialmente para o cravo, incluindo obras como "The Fall of the Leaf" de Martin Peerson e "The Battle" de William Byrd. Neste último trabalho, o compositor produziu uma descrição escrita das diferentes secções: "Situação dos soldados, marcha da infantaria, marcha da cavalaria, trombetas, gaitas de foles, marcha irlandesa e tabal, flauta e tabal, marcha para a batalha, as tropas confrontam-se, a retirada, gala da vitória. "

### Período barroco
Provavelmente a obra mais famosa da música barroca seja As quatro estações de Antonio Vivaldi, um conjunto de quatro concertos para violino e orquestra de cordas que ilustra as estações do ano com chuva, zumbido das moscas, ventos gelados, esquiadores sobre o gelo, camponeses em baile e muitas mais coisas. O programa da obra explicita-se com uma série de quatro sonetos escritos pelo compositor. Outra obra programática barroca bem conhecida é o Capricho sobre a despedida de um estimado irmão, BWV 992, de Johann Sebastian Bach: as secções desta têm encantadores títulos descritivos ("Os amigos rodeiam-no e tentam dissuadi-lo de marchar," "Explicam-lhe os perigos que pode encontrar," "O lamento dos amigos," "Como não o podem dissuadir, despedem-se dele", etc.)

### Período clássico
Talvez seja o período quando menos se deu a música programática. Mais que em nenhuma outra época, a música nutria-se dos seus recursos internos, em especial das obras compostas na forma sonata. Crê-se, porém, que um certo número das primeiras sinfonias de Franz Joseph Haydn podem ter sido música de programa; por exemplo, o compositor disse numa ocasião que uma das suas primeiras sinfonias representava "um diálogo entre Deus e o pecador". Não se sabe a qual das suas sinfonias se referia. Um compositor menos conhecido da época clássica, Karl Ditters von Dittersdorf, escreveu uma série de sinfonias baseadas em As metamorfoses de Ovídio.A música descritiva é aquela na qual o compositor,inspirando-se em diferentes sons,seres ou ambientes

### Período romântico
A música programática floresceu especialmente na música romântica. O facto de poder evocar no ouvinte uma experiência específica mais além de se sentir diante de um músico ou de um grupo de músicos, está relacionado com a ideia romântica de Gesamtkunstwerk, que considerava as óperas de Richard Wagner como uma fusão de todas as artes (cenografia, dramaturgia, coreografia, poesia, etc.), apesar de por vezes se basear só na música para ilustrar conceitos artísticos multifacetados, como uma pintura ou um poema. Os compositores criam que as novas possibilidades sonoras que trazia a orquestra romântica lhes permitiam centrar-se nas emoções, ou em outros aspectos intangíveis da vida, muito mais que no barroco ou na era clássica.
Beethoven sentia uma certa relutância em compor música programática, e disse da sua Sinfonia n.º 6 (Pastoral - 1808) que "a obra inteira pode ser percebida sem descrição - é mais uma expressão de sentimentos que um poema musical". Mesmo assim, a obra contém descrições dos cantos dos pássaros, o rumor de um riacho, uma trovoada, etc. Beethoven voltou depois à música de programa com a sua Sonata para piano Op. 81a, Les Adieux, que descreve a despedida e o regresso do seu amigo, o Arquiduque Rudolfo de Áustria.
A Sinfonia Fantástica de Hector Berlioz é uma narração musical de uma história de amor hiperbolicamente emocional vivida pelo autor. Franz Liszt proporcionou programas explícitos para muitas das suas peças para piano, mas também foi o inventor do poema sinfónico.
Em 1874 Modest Mussorgski compôs, utilizando só as possibilidades dinâmicas do piano, uma série de peças descrevendo a contemplação de dez pinturas e desenhos dos seus amigos numa galeria (Quadros de uma exposição), mais tarde orquestrada por Maurice Ravel. O compositor francês Camille Saint-Saëns compôs muitas peças breves que também qualificou de poemas sinfónicos. Entre os mais populares destaca-se a Dança Macabra e alguns movimentos de O carnaval dos animais. O compositor francês Paul Dukas é recordado pelo seu poema sinfónico O aprendiz de feiticeiro, baseado num conto de Goethe. Igualmente, Tchaikovsky utilizou esta forma musical em diversas composições, entre as quais se destaca a célebre Abertura 1812, onde se descreve pontualmente o confronto entre as tropas imperiais da Rússia e as de Napoleão Bonaparte, incluindo fragmentos onde se reproduz La Marsellesa, símbolo do exército invasor.
Possivelmente o compositor mais adepto da música de programa terá sido o alemão Richard Strauss, que compôs poemas sinfónicos como por exemplo Tod und Verklärung (retratando a agonia de um homem e a sua entrada no céu), Don Juan (baseada na clássica lenda de Don Juan), Till Eulenspiegels lustige Streiche (baseada em episódios da vida da personagem lendária alemã Till Eulenspiegel), Don Quixote (retratando episódios da obra de Miguel de Cervantes, Don Quixote), Ein Heldenleben (que descreve episódios da vida de um herói anónimo, que muitas vezes se identificou com o mesmo Strauss) ou a Sinfonia Doméstica (que narra episódios da vida familiar do compositor, incluindo o momento de pôr as crianças para dormir). Disse-se que Strauss afirmou que com música se pode descrever qualquer coisa, mesmo uma colher de café!

### Século XX
No século XX a Suite Lírica de Alban Berg foi considerada durante muito tempo música absoluta, mas em 1977  descobriu-se que de facto era dedicada a Hanna Fuchs-Robettin. Os seus "leitmotivs" importantes estão baseados nas séries melódicas A–B–H–F, que são as suas iniciais combinadas. (Estas são notas alemães, seriam traduzidas A-Bb-B-F). O último movimento contém uma recreação de um poema de Baudelaire, suprimida pelo compositor para a publicação [ligação inativa].

## Música popular como música programática
O término "música programática" não se usa quando se fala de música popular. A tradição de peças exclusivamente orquestrais com programa tem tido continuidade em algumas peças para orquestra de jazz, principalmente de Duke Ellington. As peças instrumentais na música popular frequentemente têm um título "descriptiu suggerent", pelo que podem ser consideradas música de programa, e podem-se encontrar álbuns dedicados a desenvolver uma ideia programática concreta (por exemplo, China de Vangelis ou The Songs of Distant Earth de Mike Oldfield). Alguns géneros de música popular são mais susceptíveis que outros de conter elementos programáticos; como por exemplo new age, surf rock, jazz fusion, rock progressivo, art rock ou vários géneros de música techno.